# إيما إيمس
إيما إيمس (بالإنجليزية: Emma Eames) (و. 1865 – 1952 م) هي ممثلة، وموسيقية، ومغنية، ومغنية أوبرا، ومعلمة موسيقى، وممثلة مسرحية أمريكية، ولدت في شانغهاي، توفيت في نيويورك، عن عمر يناهز 87 عاماً.

## جوائز
حصلت على جوائز منها:

وسام السعفات الأكاديمية

## روابط خارجية
- إيما إيمس على موقع الموسوعة البريطانية (الإنجليزية)
- إيما إيمس على موقع ميوزك برينز (الإنجليزية)
- إيما إيمس على موقع ديسكوغز (الإنجليزية)